# Ліга сміху 2015
1-й фестиваль Ліги Сміху розпочали 6 лютого 2015 року з кастингу в Одесі. Зйомки також проходили в Дніпрі та Києві, де 15 грудня провели фінал.

## Члени журі

### Офіційні
- Юрій Горбунов — український телеведучий, шоумен, актор.
- Олексій Потапенко — український поп- і реп-співак.
- Сергій Сивохо — гравець КВК, актор, телеведучий, продюсер, шоумен.
- Антон Лірник — український шоумен, сценарист, телевізійний ведучий, музикант, резидент Камеді Клаб, учасник «Дуету Чехова», режисер та продюсер.
- Ігор Ласточкін — український актор та капітан команди КВК Збірна Дніпропетровська.
- Олена Кравець — українська акторка, кінопродюсер, телеведуча, учасник Студії Квартал-95.

Одним із членів журі мав бути Андрій Кузьменко, що загинув в автокатастрофі за місяць до початку зйомок.

### Запрошені до фіналу
- Дмитро Шуров — український музикант, соліст проекту «Pianoбой». У фіналі замінив Олену Кравець.
- Віктор Бронюк — український музикант, лідер гурту «ТіК». У фіналі замінив Сергія Сивохо.

## Відбірковий етап
На кастинг до Одеси прибуло 135 команд, з яких відібрали 17 найкращих, які боролись за право потрапити до 1/8 фіналу.
| Назва команди              | Місто          | Тренер            |
| -------------------------- | -------------- | ----------------- |
| «Любимый город»            | Харків         | Олексій Потапенко |
| «Генерали RK»              | Кривий Ріг     | Олексій Потапенко |
| «Де Рішельє»               | Одеса          | Ігор Ласточкін    |
| «Сахара не надо»           | Чорноморськ    | Ігор Ласточкін    |
| «Трио „Разные“ и Ведущий»  | Київ           | Антон Лірник      |
| «Одеські манси»            | Одеса          | Антон Лірник      |
| «Лукас»                    | Кременчук      | Олена Кравець     |
| «Заїнька»                  | Запоріжжя      | Олена Кравець     |
| «V.I.P.»                   | Тернопіль      | Юрій Горбунов     |
| «Замок Любарта»            | Луцьк          | Юрій Горбунов     |
| «Мангеттен»                | Полтава, Рівне | Сергій Сивохо     |
| «Два капітани 1955»        | Київ           | Сергій Сивохо     |
| «Луганська збірна»         | Луганськ       | --//--            |
| «Коліжанки»                | Львів          | --//--            |
| Збірна команда НТУУ «КПІ»  | Київ           | --//--            |
| «500 днів літа»            | Дніпро         | --//--            |
| «Два с половиной человека» | Дніпро         | --//--            |

## ⅛ фіналу

### Перша гра
20 березня 2015 року в Одеському академічному театрі музичної комедії імені М. Водяного завершили зйомки першої гри ⅛ фіналу «Ліги сміху». Тему гри присвятили столиці гумору — Одесі та першоквітневому святу — Дню сміху. Трансляція на телебаченні відбулася 4 квітня 2015 року на каналі «1+1».
| Назва команди             | Олексій | Ігор | Антон | Олена | Юрій | Сергій | Підсумок |
| ------------------------- | ------- | ---- | ----- | ----- | ---- | ------ | -------- |
| «Генерали RK»             | ⭐️      | 1    | 1     | 1     | 1    | 1      | 5        |
| «Де Рішельє»              | 1       | ⭐️   | 1     | 1     | 1    | 1      | 5        |
| «Трио „Разные“ и Ведущий» | 1       | 1    | ⭐️    | 1     | 1    | ×      | 4        |
| «Лукас»                   | 1       | 1    | 1     | ⭐️    | 1    | ×      | 4        |
| «Два капітани 1955»       | 1       | 1    | 1     | 1     | 1    | ⭐️     | 5        |
| «V.I.P.»                  | 1       | 1    | 1     | 1     | ⭐️   | 1      | 5        |

| Назва команди             | Олексій | Ігор | Антон | Олена | Юрій | Сергій | Підсумок |
| ------------------------- | ------- | ---- | ----- | ----- | ---- | ------ | -------- |
| «Трио „Разные“ и Ведущий» | 1       | 1    | ⭐️    | ⭐️    | 1    | 1      | 4        |
| «Лукас»                   |         |      | ⭐️    | ⭐️    |      |        | 0        |

### Друга гра
22 березня 2015 року в Одеському академічному театрі музичної комедії імені М. Водяного завершили зйомки другої гри 1/8 фіналу «Ліги сміху». Тему гри присвятили весні, коханню… Трансляція на телебаченні відбулася 11 квітня 2015 року на каналі «1+1».
| Назва команди    | Олексій | Ігор | Антон | Олена | Юрій | Сергій | Підсумок |
| ---------------- | ------- | ---- | ----- | ----- | ---- | ------ | -------- |
| «Одеські манси»  | 1       | 1    | ⭐️    | 1     | 1    | 1      | 5        |
| «Замок Любарта»  | 1       | 1    | 1     | ×     | ⭐️   | 1      | 4        |
| «Любимый город»  | ⭐️      | 1    | 1     | 1     | ×    | 1      | 4        |
| «Мангеттен»      | 1       | 1    | 1     | 1     | 1    | ⭐️     | 5        |
| «Сахара не надо» | 1       | ⭐️   | 1     | 1     | 1    | ×      | 4        |
| «Заїнька»        | 1       | 1    | 1     | ⭐️    | 1    | 1      | 5        |

| Назва команди    | Олексій | Ігор | Антон | Олена | Юрій | Сергій | Підсумок |
| ---------------- | ------- | ---- | ----- | ----- | ---- | ------ | -------- |
| «Любимый город»  | ⭐️      | ⭐️   |       |       | ⭐️   |        | 0        |
| «Сахара не надо» | ⭐️      | ⭐️   |       | 1     | ⭐️   |        | 1        |
| «Замок Любарта»  | ⭐️      | ⭐️   | 1     |       | ⭐️   | 1      | 2        |

| Назва команди    | Олексій | Ігор | Антон | Олена | Юрій | Сергій | Підсумок |
| ---------------- | ------- | ---- | ----- | ----- | ---- | ------ | -------- |
| «Любимый город»  | ⭐️      | ⭐️   |       | 1     | 1    | 1      | 3        |
| «Сахара не надо» | ⭐️      | ⭐️   | 1     |       |      |        | 1        |

## ¼ фіналу

### Перша гра
12 травня 2015 року в Дніпропетровському академічному театрі опери та балету завершили зйомки першої гри ¼ фіналу «Ліги сміху». Тему гри присвятили кіну. Кожна команда виступила у своєму жанрі: «V.I.P.» — вестерн; «Де Рішельє» — детектив; «Любимый город» — історичний фільм; «Трио „Разные“ и Ведущий» — екшн; «Мангеттен» — фентезі. Трансляція на телебаченні відбулася 30 травня 2015 року на каналі «1+1».
Відкриття першої гри почалося з рубрики «Нас засудили», у якій виступила команда, тренером якої був Ігор Ласточкін — «Сахара не надо», Чорноморськ.

#### Перша частина
| Назва команди             | Олексій | Ігор | Антон | Олена | Юрій | Сергій | Підсумок |
| ------------------------- | ------- | ---- | ----- | ----- | ---- | ------ | -------- |
| «V.I.P.»                  | 1       | 1    | 1     | 1     | ⭐️   | 1      | 5        |
| «Де Рішельє»              | 1       | ⭐️   | ×     | 1     | 1    | 1      | 4        |
| «Трио „Разные“ и Ведущий» | 1       | 1    | ⭐️    | 1     | 1    | ×      | 4        |
| «Мангеттен»               | 1       | ×    | 1     | 1     | 1    | ⭐️     | 4        |
| «Любимый город»           | ⭐️      | 1    | ×     | 1     | 1    | 1      | 4        |

| Назва команди             | Олексій | Ігор | Антон | Олена | Юрій | Сергій | Підсумок |
| ------------------------- | ------- | ---- | ----- | ----- | ---- | ------ | -------- |
| «Трио „Разные“ и Ведущий» | ⭐️      | ⭐️   | ⭐️    | 1     | 1    | ⭐️     | 1        |
| «Мангеттен»               | ⭐️      | ⭐️   | ⭐️    |       |      | ⭐️     | 0        |
| «Любимый город»           | ⭐️      | ⭐️   | ⭐️    |       |      | ⭐️     | 0        |
| «Де Рішельє»              | ⭐️      | ⭐️   | ⭐️    | 1     | 1    | ⭐️     | 1        |

| Назва команди   | Олексій | Ігор | Антон | Олена | Юрій | Сергій | Підсумок |
| --------------- | ------- | ---- | ----- | ----- | ---- | ------ | -------- |
| «Мангеттен»     | ⭐️      | ⭐️   | ⭐️    |       |      | ⭐️     | 0        |
| «Любимый город» | ⭐️      | ⭐️   | ⭐️    | 1     | 1    | ⭐️     | 1        |

#### Друга частина
| Назва команди             | Олексій | Ігор | Антон | Олена | Юрій | Сергій | Підсумок |
| ------------------------- | ------- | ---- | ----- | ----- | ---- | ------ | -------- |
| «Де Рішельє»              | 1       | ⭐️   | 1     | ×     | 1    | 1      | 4        |
| «Трио „Разные“ и Ведущий» | 1       | 1    | ⭐️    | 1     | 1    | 1      | 5        |
| «Любимый город»           | ⭐️      | ×    | 1     | ×     | 1    | 1      | 3        |
| «V.I.P.»                  | 1       | 1    | 1     | 1     | ⭐️   | 1      | 5        |

| Назва команди   | Олексій | Ігор | Антон | Олена | Юрій | Сергій | Підсумок |
| --------------- | ------- | ---- | ----- | ----- | ---- | ------ | -------- |
| «Де Рішельє»    | ⭐️      | ⭐️   | 1     |       |      |        | 1        |
| «Любимый город» | ⭐️      | ⭐️   |       | 1     | 1    | 1      | 3        |

### Друга гра
14 травня 2015 року в Дніпропетровському академічному театрі опери та балету завершили зйомки другої гри 1/4 фіналу «Ліги сміху». Тему гри присвятили подорожам у часі. Кожна команда представила різні періоди історії: «Заїнька» — Кам'яна доба; «Генерали RK» — Античність; «Замок Любарта» — Середньовіччя; «Два капітани 1955» — Золота доба; «Одеські манси» — Майбутнє. Трансляція на телебаченні відбулася 6 червня 2015 року на каналі «1+1».
Відкриття другої гри почалося з рубрики «Нас засудили», у якій виступила команда, тренером якої була Олена Кравець — «Лукас», Кременчук.

#### Перша частина
| Назва команди       | Олексій | Ігор | Антон | Олена | Юрій | Сергій | Підсумок |
| ------------------- | ------- | ---- | ----- | ----- | ---- | ------ | -------- |
| «Заїнька»           | 1       | 1    | 1     | ⭐️    | 1    | 1      | 5        |
| «Генерали RK»       | ⭐️      | ×    | 1     | 1     | 1    | ×      | 3        |
| «Замок Любарта»     | 1       | 1    | 1     | 1     | ⭐️   | ×      | 4        |
| «Два капітани 1955» | 1       | 1    | 1     | 1     | 1    | ⭐️     | 5        |
| «Одеські манси»     | 1       | 1    | ⭐️    | 1     | 1    | 1      | 5        |

| Назва команди   | Олексій | Ігор | Антон | Олена | Юрій | Сергій | Підсумок |
| --------------- | ------- | ---- | ----- | ----- | ---- | ------ | -------- |
| «Генерали RK»   | ⭐️      |      |       | 1     | ⭐️   | 1      | 2        |
| «Замок Любарта» | ⭐️      | 1    | 1     |       | ⭐️   |        | 2        |

| Назва команди   | Олексій | Ігор | Антон | Олена | Юрій | Сергій | Підсумок |
| --------------- | ------- | ---- | ----- | ----- | ---- | ------ | -------- |
| «Генерали RK»   | ⭐️      | 1    |       |       | ⭐️   |        | 1        |
| «Замок Любарта» | ⭐️      |      | 1     | 1     | ⭐️   | 1      | 3        |

#### Друга частина
| Назва команди       | Олексій | Ігор | Антон | Олена | Юрій | Сергій | Підсумок |
| ------------------- | ------- | ---- | ----- | ----- | ---- | ------ | -------- |
| «Два капітани 1955» | 1       | 1    | 1     | 1     | 1    | ⭐️     | 5        |
| «Замок Любарта»     | 1       | 1    | 1     | ×     | ⭐️   | 1      | 4        |
| «Одеські манси»     | 1       | ×    | ⭐️    | 1     | 1    | 1      | 4        |
| «Заїнька»           | 1       | 1    | 1     | ⭐️    | 1    | 1      | 5        |

| Назва команди   | Олексій | Ігор | Антон | Олена | Юрій | Сергій | Підсумок |
| --------------- | ------- | ---- | ----- | ----- | ---- | ------ | -------- |
| «Одеські манси» | 1       | 1    | ⭐️    | 1     | ⭐️   | 1      | 4        |
| «Замок Любарта» |         |      | ⭐️    |       | ⭐️   |        | 0        |

## ½ фіналу

### Перша гра
29 вересня 2015 року в Палаці культури НТУУ «КПІ» завершили зйомки першої гри ½ фіналу «Ліги сміху». Тему першого конкурсу присвятили столиці України — Києву. Кожна команда представила різні періоди історії міста: «Заїнька» — Київська Русь; «V.I.P.» — кінець ХІХ сторіччя; «Трио „Разные“ и Ведущий» — Київ сьогодні. Трансляція на телебаченні відбулася 3 жовтня 2015 року на каналі «1+1».
Відкриття першої гри почалося з рубрики «Нас засудили», у якій виступили команди, тренерами яких були Ігор Ласточкін — «Де Рішельє» (Одеса), і Сергій Сивохо — «Мангеттен» (Полтава, Рівне).
| Назва команди             | Олексій | Ігор | Антон | Олена | Юрій | Сергій | Підсумок |
| ------------------------- | ------- | ---- | ----- | ----- | ---- | ------ | -------- |
| «Заїнька»                 | 1       | 1    | 1     | ⭐️    | 1    | 1      | 5        |
| «V.I.P.»                  | 1       | ×    | 1     | 1     | ⭐️   | 1      | 4        |
| «Трио „Разные“ и Ведущий» | 1       | 1    | ⭐️    | 1     | 1    | 1      | 5        |

| Назва команди             | Гість                | Олексій | Ігор | Антон | Олена | Юрій | Сергій | Підсумок | Загальний підсумок |
| ------------------------- | -------------------- | ------- | ---- | ----- | ----- | ---- | ------ | -------- | ------------------ |
| «V.I.P.»                  | Ольга Фреймут        | 1       | 1    | 1     | 1     | ⭐️   | 1      | 5        | 9                  |
| «Трио „Разные“ и Ведущий» | Євген Кошовий        | ×       | 1    | ⭐️    | 1     | 1    | 1      | 4        | 9                  |
| «Заїнька»                 | Анастасія Каменських | 1       | 1    | 1     | ⭐️    | 1    | 1      | 5        | 10                 |

| Назва команди             | Олексій | Ігор | Антон | Олена | Юрій | Сергій | Підсумок |
| ------------------------- | ------- | ---- | ----- | ----- | ---- | ------ | -------- |
| «V.I.P.»                  | 1       | 1    | ⭐️    |       | ⭐️   | 1      | 3        |
| «Трио „Разные“ и Ведущий» |         |      | ⭐️    | 1     | ⭐️   |        | 1        |

| Назва команди | Олексій | Ігор | Антон | Олена | Юрій | Сергій | Підсумок | Загальний підсумок |
| ------------- | ------- | ---- | ----- | ----- | ---- | ------ | -------- | ------------------ |
| «Заїнька»     | 1       | 1    | ×     | ⭐️    | 1    | 1      | 4        | 14                 |
| «V.I.P.»      | 1       | 1    | ×     | 1     | ⭐️   | 1      | 4        | 13                 |

### Друга гра
1 жовтня 2015 року в Палаці культури НТУУ «КПІ» завершили зйомки другої гри 1/2 фіналу «Ліги сміху». Тему першого конкурсу присвятили літературній Україні. Кожна команда присвятила свій виступ творчості певних літературних особистостей: «Одеські манси» — Євген Петров, Ілля Ільф; «Два капітани 1955» — Михайло Булгаков; «Любимый город» — Микола Гоголь. Трансляція на телебаченні відбулася 10 жовтня 2015 року на каналі «1+1».
Відкриття другої гри почалося з рубрики «Нас засудили», у якій виступили команди, тренерами яких були Олексій Потапенко — «Генерали RK» (Кривий Ріг), і Юрій Горбунов — «Замок Любарта» (Луцьк).
| Назва команди       | Олексій | Ігор | Антон | Олена | Юрій | Сергій | Підсумок |
| ------------------- | ------- | ---- | ----- | ----- | ---- | ------ | -------- |
| «Одеські манси»     | 1       | ×    | ⭐️    | 1     | 1    | 1      | 4        |
| «Два капітани 1955» | ×       | 1    | 1     | ×     | 1    | ⭐️     | 3        |
| «Любимый город»     | ⭐️      | 1    | ×     | 1     | 1    | ×      | 3        |

| Назва команди       | Гість               | Олексій | Ігор | Антон | Олена | Юрій | Сергій | Підсумок | Загальний підсумок |
| ------------------- | ------------------- | ------- | ---- | ----- | ----- | ---- | ------ | -------- | ------------------ |
| «Два капітани 1955» | Гарік Бірча         | 1       | 1    | 1     | 1     | 1    | ⭐️     | 5        | 8                  |
| «Любимый город»     | Павло Зібров        | ⭐️      | 1    | 1     | 1     | 1    | 1      | 5        | 8                  |
| «Одеські манси»     | Віталій Козловський | ×       | 1    | ⭐️    | 1     | 1    | ×      | 3        | 7                  |

| Назва команди       | Олексій | Ігор | Антон | Олена | Юрій | Сергій | Підсумок | Загальний підсумок |
| ------------------- | ------- | ---- | ----- | ----- | ---- | ------ | -------- | ------------------ |
| «Любимый город»     | ⭐️      | 1    | 1     | ×     | 1    | 1      | 4        | 12                 |
| «Два капітани 1955» | 1       | 1    | 1     | 1     | ×    | ⭐️     | 4        | 12                 |

| Назва команди       | Олексій | Ігор | Антон | Олена | Юрій | Сергій | Підсумок | Загальний підсумок |
| ------------------- | ------- | ---- | ----- | ----- | ---- | ------ | -------- | ------------------ |
| «Любимый город»     | ⭐️      | 1    | 1     | 1     | 1    | ×      | 4        | 16                 |
| «Два капітани 1955» | ×       | 1    | 1     | 1     | 1    | ⭐️     | 4        | 16                 |

| Назва команди       | Олексій | Ігор | Антон | Олена | Юрій | Сергій | Підсумок |
| ------------------- | ------- | ---- | ----- | ----- | ---- | ------ | -------- |
| «Любимый город»     | ⭐️      |      |       |       |      | ⭐️     | 0        |
| «Два капітани 1955» | ⭐️      | 1    | 1     | 1     | 1    | ⭐️     | 4        |

## Фінал
15 грудня 2015 року в Палаці культури НТУУ «КПІ» завершили зйомки фіналу «Ліги сміху». Трансляція на телебаченні відбулась 2 січня 2016 року на каналі «1+1».
| Назва команди       | Олексій | Ігор | Антон | Дмитро | Юрій | Віктор | Підсумок |
| ------------------- | ------- | ---- | ----- | ------ | ---- | ------ | -------- |
| «Заїнька»           | 1       | ×    | 1     | 1      | 1    | 1      | 5        |
| «Два капітани 1955» | 1       | 1    | 1     | ×      | 1    | 1      | 5        |

| Назва команди       | Олексій | Ігор | Антон | Дмитро | Юрій | Віктор | Підсумок |
| ------------------- | ------- | ---- | ----- | ------ | ---- | ------ | -------- |
| «Заїнька»           |         |      |       |        |      |        | 0 (5)    |
| «Два капітани 1955» | 1       | 1    | 1     | 1      | 1    | 1      | 1 (6)    |

| Назва команди       | Гість           | Олексій | Ігор | Антон | Дмитро | Юрій | Віктор | Підсумок |
| ------------------- | --------------- | ------- | ---- | ----- | ------ | ---- | ------ | -------- |
| «Два капітани 1955» | Владислав Яма   | 1       | 1    | 1     | 1      | 1    | 1      | 6 (12)   |
| «Заїнька»           | Василь Вірастюк | 1       | 1    | 1     | 1      | 1    | 1      | 6 (11)   |

| Назва команди       | Олексій | Ігор | Антон | Дмитро | Юрій | Віктор | Підсумок |
| ------------------- | ------- | ---- | ----- | ------ | ---- | ------ | -------- |
| «Заїнька»           | 1       | 1    |       | 1      |      |        | 1 (12)   |
| «Два капітани 1955» |         |      | 1     |        | 1    | 1      | 1 (13)   |

| Тренер        | Олексій | Ігор | Антон | Дмитро | Юрій | Віктор | Підсумок |
| ------------- | ------- | ---- | ----- | ------ | ---- | ------ | -------- |
| Олена Кравець | ×       | 1    | 1     | 1      | 1    | 1      | 5 (17)   |
| Сергій Сивохо | ×       | 1    | 1     | 1      | 1    | ×      | 4 (17)   |

| Назва команди       | Олексій | Ігор | Антон | Дмитро | Юрій | Віктор | Підсумок | Загальний підсумок |
| ------------------- | ------- | ---- | ----- | ------ | ---- | ------ | -------- | ------------------ |
| «Два капітани 1955» | 1       | 1    | 1     | 1      | 1    | 1      | 6        | 23                 |
| «Заїнька»           | ×       | ×    | 1     | 1      | 1    | 1      | 4        | 21                 |